# Sedevacantismo

El emblema de la Santa Sede en tiempos de sede vacante.

El sedevacantismo es una posición teológica minoritaria dentro del catolicismo tradicionalista que considera que el actual ocupante de la Sede Apostólica de Roma no es un papa válido, por lo que dicha sede se encontraría en estado de «sede vacante».
La forma principal de sedevacantismo es la sustentada por aquellos grupos y personas que rechazan la validez de los pontificados que siguieron al de Pío XII; los principales sedevacantistas provienen de la sucesión apostólica del arzobispo vietnamita Pierre Martin Ngô-Dinh-Thuc. Dentro del catolicismo tradicionalista, el sedevacantismo representa la forma más radicalizada de resistencia a los cambios introducidos en la Iglesia católica con motivo del Concilio Vaticano II.

## Orígenes del sedevacantismo
Los motivos por los cuales se hace dicho planteamiento refieren a los sucesos acontecidos en la Iglesia católica a raíz del Concilio Vaticano II, convocado y abierto por Juan XXIII y continuado y cerrado por su inmediato sucesor, Pablo VI. Dicho concilio estipuló en sus actas la libertad religiosa (véanse las declaraciones Nostra Ætate y Dignitatis Humanæ), reformas eclesiásticas y eclesiológicas (concibiendo que la Iglesia de Cristo subsiste en la Iglesia católica y no es directamente la misma).
También se aceptó una concepción de ecumenismo y de diálogo interreligioso que los sedevacantistas consideran condenada por el Magisterio anterior; promoviendo así desde la jerarquía romana un indiferentismo religioso repudiado por Pío IX en su famoso Syllabus de 1864.
Otro de los orígenes del sedevacantismo es la promulgación del Missale Romanum con su Novus Ordo Missae: el nuevo rito latino para la liturgia que sustituyó al codificado en el Concilio de Trento por Pío V. La "misa nueva", como se la conoce, es semejante a los ritos litúrgicos protestantes, y la concepción doctrinal con la que fue configurada por Pablo VI se aleja, según los sedevacantistas, del dogma católico. Así lo expresaron los cardenales Alfredo Ottaviani y Antonio Bacci en su Breve examen crítico del Novus Ordo Missae de 1969, al decir que la nueva liturgia:

(...) se aleja de modo impresionante, tanto en conjunto como en detalle, de la teología católica de la Santa Misa tal como fue formulada por la 20ª sesión del Concilio de Trento que, al fijar definitivamente los «cánones» del rito, levantó una barrera infranqueable contra toda herejía que pudiera atentar a la integridad del Misterio.

La opinión final del Cardenal Ottaviani
El cardenal Ottaviani, si bien había presentado al papa sus reservas con respecto al nuevo Ordo Missæ, celebraba la misa con el rito nuevo y así lo hizo hasta su muerte.
En cuanto al análisis negativo del cardenal Ottaviani sobre la nueva Misa, tan frecuentemente citado, hay que tener en cuenta que su crítica fue realizada antes de la versión final corregida del nuevo rito de la Misa. El papa Pablo VI dedicó dos audiencias generales al nuevo Ordo Missæ. Después de las mismas, el Cardenal Ottaviani escribió:

«Me he alegrado profundamente al leer los discursos del Santo Padre sobre las cuestiones del nuevo Ordo Missae y sobre todo sus precisiones doctrinales contenidas en los discursos para las audiencias públicas del 19 y el 26 de noviembre. Creo que, después de esto, ya nadie puede escandalizarse sinceramente. En lo demás, hará falta una obra prudente e inteligente de catequesis, para solucionar algunas perplejidades legítimas que puede suscitar el texto».

En la misma carta, el cardenal Ottaviani se quejaba de que su opinión reflejada en el Breve examen crítico hubiera sido publicada:

«Por mi parte, sólo siento que se haya abusado de mi nombre en un sentido que yo no deseaba, por la publicación de una carta que yo había dirigido al Santo Padre, sin autorizar a nadie a publicarla».

## Doctrina

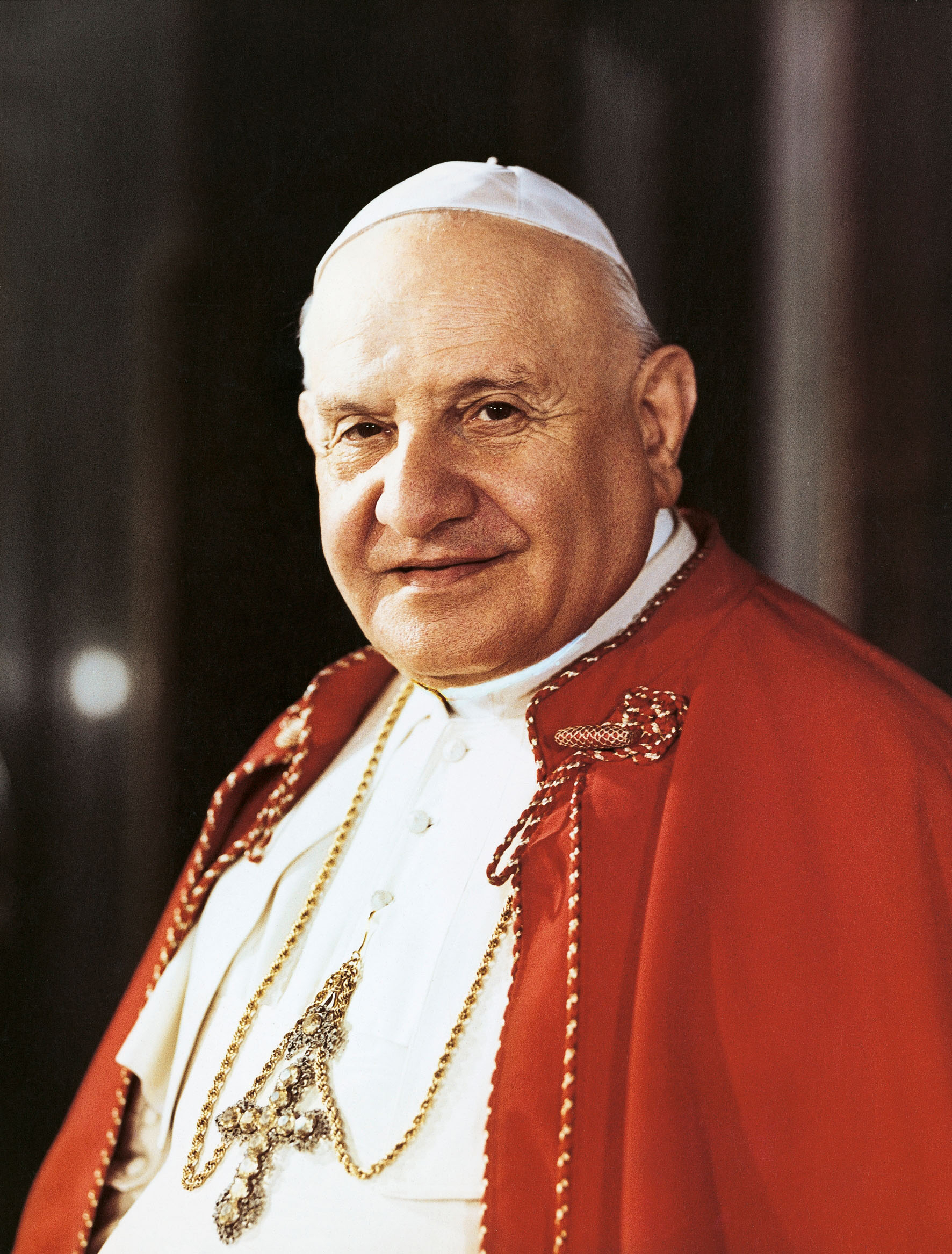
Papa Juan XXIII, muy cuestionado por los sedevacantistas.

El sedevacantismo puro en la práctica no existe, ya que afirmar el sedevacantismo implica también discrepar en algún punto de la enseñanza actual de la Iglesia: se llega a la conclusión de que la sede romana está vacante tras juzgar al papa como herético, y por lo tanto, juzgar que no es verdaderamente papa. El sedevacantismo niega la validez de todos los pontificados recientes, el de Juan XXIII incluido, es decir los de Pablo VI, Juan Pablo I, Juan Pablo II, Benedicto XVI, Francisco y León XIV por haber realizado el concilio o por mantener sus posturas en vigencia, con la consecuente adhesión filosófico-teológica a su doctrina.
Los sedevacantistas argumentan que las enseñanzas dogmáticas o doctrinarias de los concilios ecuménicos pertenecen al magisterio infalible de la Iglesia, y que por tanto es imposible que estas enseñanzas contengan errores contra la fe (el dogma de la infalibilidad del magisterio ordinario y universal, definido en la Constitución Dogmática Filius Dei del Concilio Vaticano I, garantiza la infalibilidad de los concilios). Dado que según los sedevacantistas el Concilio Vaticano II contiene herejías y errores, y dado que dichos errores han sido enseñados por los pontífices recientes por medio de su magisterio ordinario y universal, se concluye que esos papas no eran en realidad verdaderos pontífices de la Iglesia, ya que un verdadero papa es infalible en este magisterio.
El sedevacantismo, además, basándose en la doctrina católica contenida en la encíclica Mystici Corporis Christi (que afirma que los herejes, apóstatas y cismáticos no pertenecen a la Iglesia), sostiene que los últimos pontífices no han podido ser verdaderos papas, dada su condición de herejes. Por esta razón, se afirma la vacancia de la Sede Apostólica, pues conforme a la expresión del teólogo y doctor de la Iglesia san Roberto Bellarmino, un hereje no es miembro de la Iglesia, luego no puede ser su Cabeza.
Al declarar vacante el Trono de Pedro, consideran por consiguiente inexistente la jurisdicción episcopal dada a los obispos por el Pontífice Romano. El sedevacantismo afirma que la jerarquía romana actual adhiere al modernismo, tendencia condenada categóricamente por Pío X como la más «peligrosa y horrenda de todas» y «conjunto de todas las herejías», en su encíclica Pascendi Dominici Gregis, de 1907.

## La hipótesis del papa herético
Muchos teólogos se preguntaron si fuera posible que el papa, como persona privada, cayera en herejía. Esta pregunta es legítima dentro de la creencia católica, ya que la Iglesia solo enseña que el papa es infalible ex-cathedra, o sea «cuando, en el uso de su prerrogativa de Doctor y Pastor de los cristianos y por su autoridad apostólica, define la doctrina que en materia de fe y moral debe ser aceptada por toda la Iglesia». El teólogo Arnaldo da Silveira, citando a B. Merkelbach, H. Hurter, S. Cartechini y W. Diekamp razona lo siguiente: dado que el papa es infalible cuando habla ex cathedra, entonces «en principio» sería «posible» el error e incluso la herejía en los demás actos de magisterio no infalible.
Es importante aclarar que otros autores de peso como el cardenal Juan Bautista Franzelin en 1870, el cardenal Luis Billot en 1909, J. M. A. Vacant y Monseñor Joseph Clifford Fenton afirmaron la asistencia del Espíritu Santo para preservar del error a todo el magisterio del papa (tanto al magisterio extraordinario o solemne, como al ordinario). De la doctrina de estos autores se desprende que si un supuesto papa enseñara la herejía y el error en su magisterio, ese hecho demostraría sin lugar a dudas que ese supuesto papa no lo es en realidad.

### Heterodoxia y herejía
Hay una diferencia entre heterodoxia y herejía. Los errores teológicos en una afirmación que se aleja de la ortodoxia pueden ser de distintos grados, y sus correspondientes censuras son muy variadas, las más corrientes son: «proposición herética (se opone a un dogma formal), próxima a la herejía (se opone a una sentencia próxima a la fe), con resabios de herejía o sospechosa de herejía, errónea (contraria a una verdad no revelada, pero conexa con la revelación y definitoriamente propuesta por el magisterio eclesiástico (error in fide ecclesiastica) o bien contraria a una doctrina reconocida generalmente como cierta por los teólogos (error theologicus), falsa (contraria a un hecho dogmático), temeraria (sin fundamento en la doctrina universal), ofensiva a los piadosos oídos (lastima el sentimiento religioso), malsonante (con expresiones equívocas), capciosa (insidiosa por su pretendida ambigüedad), o escandalosa (que es ocasión de escándalo)».
El catolicismo es muy prudente antes de expulsar a alguien de la Iglesia: no todo error constituye herejía «formal», ya que un error puede surgir por olvido, ignorancia, o imprudencia - lo cual es simplemente una herejía «material». Además la herejía se define claramente como «negación pertinaz (...) de una verdad que ha de creerse con fe» Para que un papa sea hereje formal primero debe ser pertinaz en su error, y ese error debe negar un dogma formal. Un problema importante surge al momento de encontrar quién es el juez competente para juzgar si las ideas de un papa son heréticas. Ante una proposición papal dudosa, no hay obligación para los católicos de asentir como si fuera una verdad de fe, pero tampoco se puede tener la certeza definitiva de que es una proposición herética hasta tanto no lo juzgue el magisterio de la Iglesia.

### La deposición de un papa herético
Es de interés saber qué pensaron algunos teólogos católicos anteriores a las controversias sedevacantistas, que por no haber participado en ellas se los puede presumir neutrales.
- Juan de Santo Tomás (1589-1644), por ejemplo, afirmaba que «un pontífice no puede ser depuesto, ni perder el pontificado, sino cuando concurren dos condiciones, a saber: en primer lugar, que la herejía no sea oculta, sino pública y jurídicamente notoria; y en segundo lugar, que debe ser incorregible y pertinaz en la herejía».[22]

- Francisco Suárez (1548-1617) también creía que el papa podía ser depuesto por herejía y su pensamiento se explica por sí mismo en una breve cita: «Muchos varones doctos refiriéndose al papa enseñan que si se hace públicamente hereje, por ese mismo hecho deja de ser papa.[23] (...) si el papa incurre en herejía, no por eso pierde automáticamente su dignidad (...) Tampoco queda depuesto automáticamente en virtud de las censuras eclesiásticas, porque el Pontífice, mientras es Pontífice, no es capaz de censuras (...) Así que el único remedio que le queda a la Iglesia es que en Concilio General sea declarado hereje jurídicamente, pues con solo eso pierde su dignidad no por el poder humano sino por el poder divino».[24]

- Roberto Belarmino (1542-1621) tiene una postura que a primera vista parece ligeramente distinta, pero la diferencia pasa a tener un rol fundamental en la controversia sedevacantista. Él rechaza como improbable la tesis de que se necesite juzgar al papa, y afirma que considera mucho más defendible la idea de una excomunión automática: «El que no es cristiano no puede de ninguna manera ser Papa (...)  y el que se manifieste hereje no es un cristiano, (...) por lo tanto, el hereje manifiesto no puede ser papa». Esta opinión es aceptada como verdadera por muchos sedevacantistas.[25]

- Charles René Billuart (1685-1757), en su Summa S. Thomae hodiernis academiarum moribus accommodata también dice: «La opinión más común afirma que el Pontífice, por una dispensación especial de Cristo, por el bien común, y por la tranquilidad de la Iglesia, continúa en la jurisdicción hasta tanto sea declarado hereje manifiesto por la Iglesia».[26]

Sin embargo, muchos sedevacantistas argumentan que la controversia sobre la deposición de un papa herético es irrelevante en la práctica, pues afirman que en la situación actual que vive la Iglesia, los pontífices recientes ya eran herejes antes de ser elegidos. La cuestión no sería entonces deponer a un papa que se ha tornado herético, sino declarar que los últimos papas, por su condición de herejes antes de ser elegidos, no han podido acceder válidamente al pontificado y por eso mismo nunca han llegado a ser verdaderos papas, ya que la doctrina de la Iglesia católica impide que los herejes, apóstatas y cismáticos accedan válidamente a los oficios eclesiásticos. La cuestión clave entonces no sería la deposición de un papa herético, ya que según muchos sedevacantistas los últimos pontífices nunca han sido verdaderos papas.

## Sedevacantismo y sacramentos
En relación con la reforma de los nuevos ritos litúrgicos implementada por Pablo VI tras el Concilio Vaticano II, la inmensa mayoría de sedevacantistas considera que buena parte de los sacramentos administrados por el rito romano, son sacramentos falsos o dudosos (de los siete sacramentos, sólo reconocen como válidos el bautismo y el matrimonio). La razón de ello se encuentra en el rito de consagración de obispos de 1968, del cual los sedevacantistas aseguran que es un rito de validez nula o dudosa para transmitir la gracia del episcopado. Basándose en esta creencia, ellos consideran que los obispos ordenados con este rito deben ser reputados como falsos obispos en la práctica. Dado que son necesarios verdaderos obispos para que pueda disponerse de la mayoría de los sacramentos (sólo los obispos pueden ordenar sacerdotes, sólo los obispos y los sacerdotes pueden consagrar el pan y el vino en la eucaristía, etc.), de este análisis se deduce que amplias regiones de la Iglesia en la actualidad, según los sedevacantistas, se encuentran en un estado similar al de las confesiones protestantes, donde no se dispone de sacramentos verdaderos, a excepción del bautismo y del matrimonio (estos dos sacramentos pueden existir sin el sacerdocio).

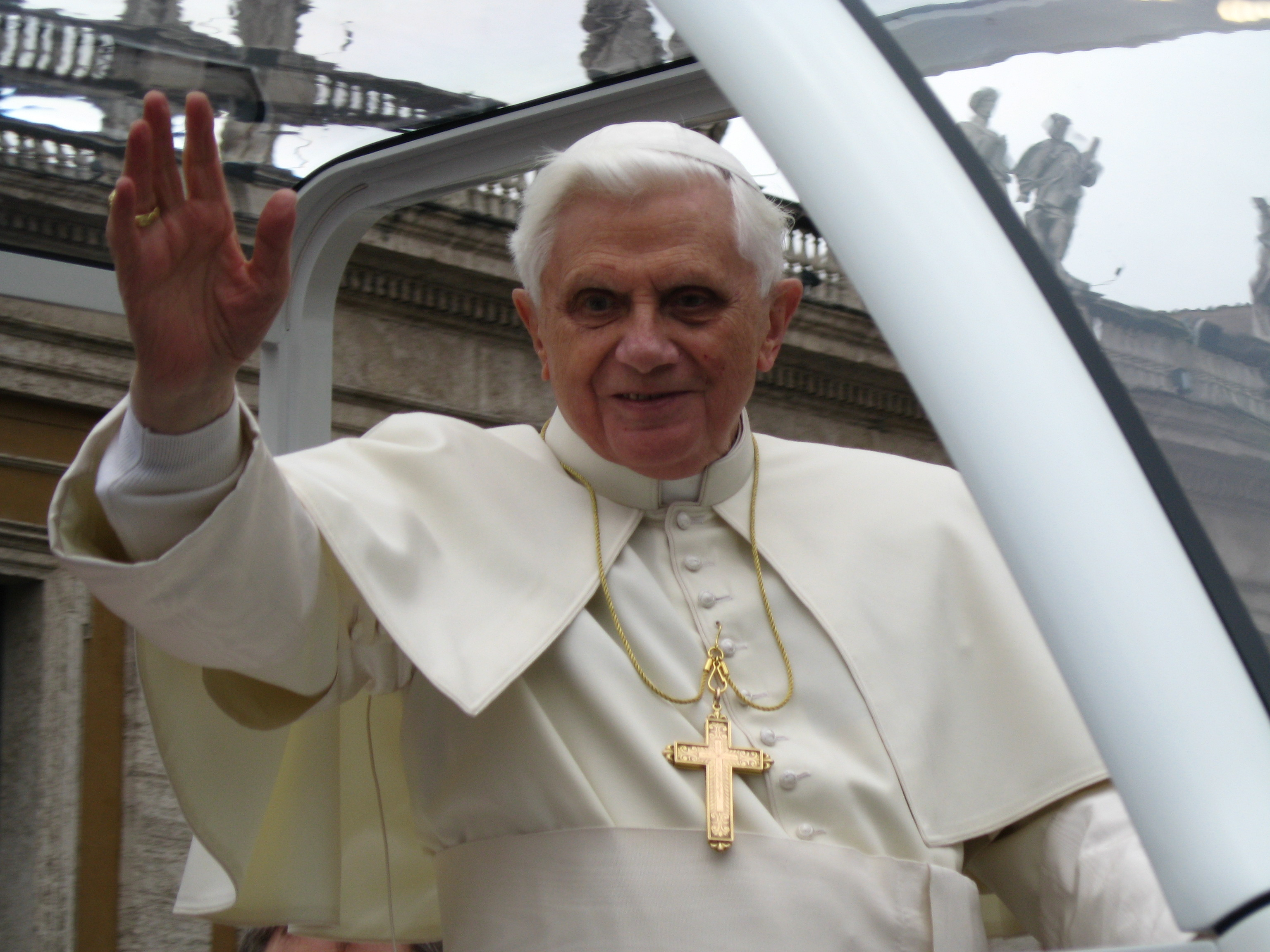
Papa Benedicto XVI. Muchos sedevacantistas afirman que él no era un verdadero obispo.

Los sedevacantistas niegan la validez de los sacramentos de la eucaristía, la penitencia, la confirmación, la unción de los enfermos y el orden sacerdotal, cuando estos sacramentos han sido administrados por el clero ordenado con los nuevos ritos del Concilio Vaticano II. Se considera que Jesucristo no está verdaderamente presente en las formas consagradas (no hay transustanciación), las confesiones con el presbítero carecen de valor, etc. Según este planteamiento, quienes hayan recibido los sacramentos de estos sacerdotes deberían solicitar a los presbíteros sedevacantistas que les sean administrados de nuevo estos cinco sacramentos.
Entre los sedevacantistas mismos también se observa división en relación con la validez de los sacramentos. Existen grupos que niegan la validez de los sacramentos de los sacerdotes procedentes del linaje episcopal de monseñor Ngó-dinh-Thuc, alegando que esos sacramentos son dudosos debido a que se cuestiona el estado mental del arzobispo cuando llevó a cabo las ordenaciones. Otros niegan la validez sacramental de los sacerdotes sedevacantistas que fueron ordenados por Marcel Lefebvre, y que abandonaron la Fraternidad Sacerdotal San Pío X. También existen otros sacerdotes cuya condición presbiteral es negada, ya sea porque no disponen de pruebas que demuestren que su ordenación procede del arzobispo Thuc, ya sea porque son sacerdotes sin formación de los que se duda de su aptitud y conocimientos para administrar los sacramentos. Otros sacerdotes sedevacantistas son rechazados porque se juzga que guardan vinculación con veterocatólicos o con cismáticos de la Iglesia Apostólica Brasileña. En general, se observa en el movimiento sedevacantista una remarcable desunión entre los grupos que lo componen, división motivada por cuestiones teológicas, canónicas y sacramentales.
La Sagrada Congregación para la Doctrina de la Fe, órgano del Vaticano encargado de tutelar la doctrina sobre la fe y las costumbres, emitió una notificación con fecha de 12 de marzo de 1983, donde afirmaba que los obispos ordenados por Thuc no eran reconocidos por la Santa Sede, ni lo serían en el futuro. A su vez la Congregación hizo un llamamiento a los fieles católicos, advirtiéndoles de que debían abstenerse de participar en cualquier actividad u obra relacionada con Mons. Thuc y con quienes le acompañaban. La notificación afirma lo siguiente:

«El Excmo. Mons. Ngó-dinh-Thuc quiso además demostrar la legitimidad de las acciones realizadas por él, sobre todo a través de una declaración hecha pública en Munich el día 25 de febrero de 1982, en la que afirmaba que «la Sede de la Iglesia Católica de Roma estaba vacante»...

La Sagrada Congregación para la Doctrina de la Fe, habiendo examinado la gravedad de estos delitos y afirmaciones erróneas, por mandato especial de Su Santidad Juan Pablo II, considera necesario repetir las prescripciones de su decreto del 17 de septiembre de 1976 de forma que se aplique totalmente en este caso, a saber:
1. Los obispos que han ordenado a otros obispos y los mismos obispos ordenados, además de las sanciones señaladas en los can. 2370 y 2373 § 1 y § 3 del Código de Derecho Canónico, han incurrido también ipso facto en excomunión, reservada de modo especial a la Sede Apostólica...
2. Los presbíteros, ordenados ilegítimamente según el can. 2374, quedan ipso facto suspendidos del orden recibido, y por lo que se refiere al ejercicio del orden son irregulares (can. 985, § 7).
3. Finalmente, por lo que respecta a quienes ya recibieron la ordenación de modo ilegítimo o a quienes eventualmente la recibieren de éstos, sea lo que fuere sobre la validez de las ordenaciones, la Iglesia no reconoce ni reconocerá la ordenación de los mismos y los considera, a todos los efectos jurídicos, en el mismo estado que tenía cada uno antes, siguiendo en vigor las sanciones penales mencionadas anteriormente, hasta su eventual arrepentimiento y absolución.
Esta Sagrada Congregación tiene el deber de advertir claramente a los fieles cristianos que se abstengan de participar o favorecer en modo alguno las actividades litúrgicas o cualquier clase de iniciativas u obras promovidas por las personas citadas anteriormente.»

Mons. Thuc ya había sido excomulgado en el pasado, cuando ordenó como obispos a varios integrantes del movimiento aparicionista del Palmar de Troya en 1976, aunque posteriormente el prelado vietnamita se distanció de este grupo y reprobó sus actividades (para más información, ver Iglesia palmariana).
El Cardenal Rosalio José Castillo Lara, que fue Presidente de la Pontificia Comisión para la Interpretación Auténtica del Código de Derecho Canónico, hizo la siguiente declaración en relación con la conducta y acciones de Mons. Thuc:

«Por ejemplo, hubo una excomunión del arzobispo vietnamita, Ngo Dinh Thuc, en el 76 y el 83, por una consagración episcopal, pero no se consideró un acto cismático porque no había intención de romper con la Iglesia. Ngo Dinh Thuc representa una situación lamentable, ya que hay algún desequilibrio mental.»

Es importante resaltar que el diario L'Osservatore Romano, en 1984, publicó una declaración del arzobispo Ngo dinh Thuc donde éste se lamentaba de sus acciones pasadas, y reconocía a Juan Pablo II como verdadero papa, manifestando su deseo de reconciliación con Roma:

«Yo, el abajo firmante, Pierre Martin Ngo dinh Thuc, arzobispo titular de Bulla Regia, y arzobispo emérito de Hue, deseo retractarme públicamente de todos mis errores anteriores... así como de mi rechazo del Concilio Vaticano II, del nuevo 'Ordo Missae', y especialmente de la dignidad de Su Santidad, el Papa Juan Pablo II, como realmente legítimo sucesor de San Pedro, publicados en Múnich en 1982.»

Sobre la hipotética posibilidad de que la Iglesia católica haya permanecido en situación de Sede Vacante, y que una porción notable de sus sacerdotes y sacramentos sean falsos, el P. Van der Ploeg, O. P., doctor en Teología y en Sagrada Escritura, profesor emérito de la Universidad de Nimega, y miembro de la Real Academia de Ciencias de los Países Bajos, hace la siguiente reflexión:

«La doctrina de la indefectibilidad de la Iglesia es una consecuencia de la promesa de Nuestro Señor a San Pedro: “Sobre esta piedra edificaré mi Iglesia y las puertas del infierno no prevalecerán contra ella” (Mt 16,18). Algunos católicos, durante las tribulaciones actuales, están convencidos de que la Sede de Pedro está vacante. El “ocupante” de la Sede, como ellos le llaman, no corresponde a lo que se espera de un Papa. Algunos pretenden también que la Misa y los sacramentos han sido destruidos por los “ocupantes” más recientes de la Sede de Pedro. Si estas personas tuviesen razón, eso querría decir que Nuestro Señor Jesucristo ha abandonado a su Iglesia […] Pero eso es algo que no puede suceder jamás y que contradiría la promesa solemne de Nuestro Señor que hemos citado antes. También es imposible que Nuestro Señor abandone su Iglesia, porque eso frustraría el fin mismo para el que se fundó la Iglesia: ser instrumento de Dios para la salvación de nuestras almas. Si Nuestro Señor abandonase a su Iglesia, las palabras “Quien os escucha, me escucha a mí” sólo serían verdaderas para un grupo reducido y excepcional de personas, que se considerarían como los elegidos, lo cual es siempre la característica más evidente de una secta. Nuestro Señor no fundó una secta, sino la Iglesia Católica, es decir, universal».

## Sedeprivacionismo o «tesis de Cassiciacum»
Una línea del sedevacantismo, iniciada por monseñor Guérard des Lauriers (exprofesor de la Universidad Gregoriana y del seminario internacional de Écône de la Hermandad San Pío X) se adscribe al sedeprivacionismo, también llamado «tesis de Cassiciacum». Este reconoce a los pontífices posconciliares como materialmente pontífices, es decir, que ocuparían de manera práctica la Sede Apostólica, mas no como formalmente pontífices debido a su condición de herejes. Es decir que no son papas "formales" pues ni sostendrían ni propagarían íntegramente la fe católica. Esta postura es mantenida por un sector del sedevacantismo, principalmente el Instituto Mater Boni Consilii, fundado por discípulos de Guérard des Lauriers, los editores de la revista Sodalitium.[cita requerida].
Guérard des Lauriers fue ordenado obispo por Ngo-Dinh-Thuc en 1981 sin el requerido mandato pontificio y sin que hubiera habido designación canónica. A raíz de esta ilegalidad, ambos quedaron excomulgados por el papa Juan Pablo II.

## Conclavismo
De entre la diferentes formas de sedevacantismo existentes, se encuentra la variante denominada conclavismo. El término proviene de la palabra cónclave, que designa la reunión del Colegio Cardenalicio convocado para elegir al Obispo de Roma, cuando la Santa Sede está vacante. Sin embargo, los defensores de esta posición aplican ese término al grupo de sedevacantistas que deciden elegir a un papa. Ellos afirman que es un deber grave el proceder a la elección de un pontífice en tiempos de sede vacante. Sostienen que ese deber proviene de la esencia y naturaleza mismas de la Iglesia, y que es voluntad de Jesucristo que ella tenga perpetuos sucesores en la cátedra de Pedro.
Dado que, según los conclavistas, en la actualidad no existen verdaderos cardenales que puedan llevar a cabo una elección (se considera que el Colegio Cardenalicio se ha extinguido), se afirma que los católicos que profesan la verdadera fe, pueden y deben tomar sobre sí la responsabilidad de elegir a un papa (según los conclavistas, los católicos que pueden realizar la elección son aquellos que rechazan el Concilio Vaticano II).